# Monasterio de Strahov
El monasterio de Strahov (en checo: Strahovský klášter) es una abadía premonstratense fundada en 1143 por el obispo Jindřich Zdík, el obispo Juan de Praga, y el Duque Ladislao II. Se encuentra en el distrito de Strahov, dentro de la ciudad Praga, República Checa.

## Historia

### Fundación del monasterio

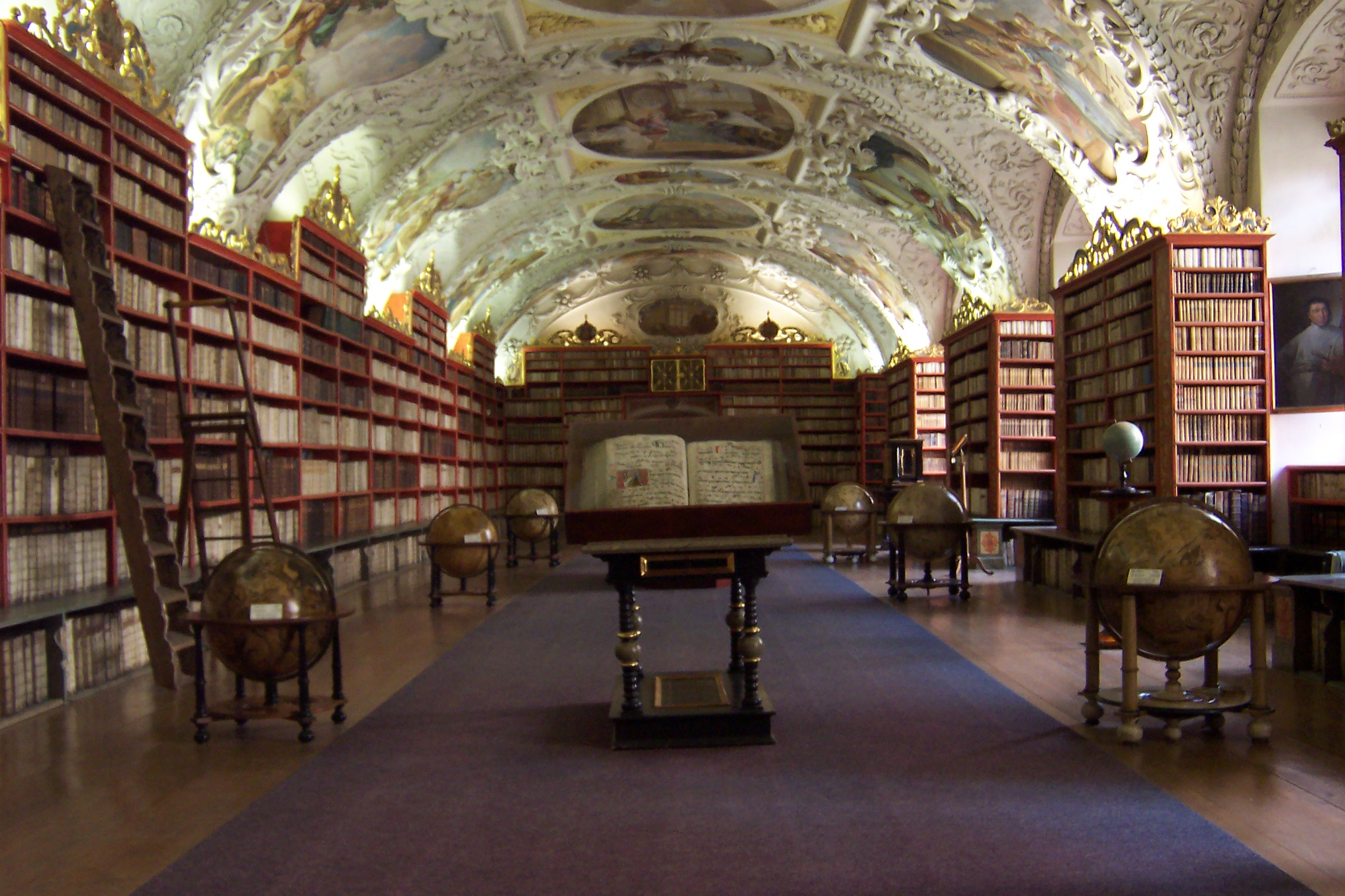
La biblioteca del monasterio de Strahov.

Después de su peregrinación a Tierra Santa en 1138 el obispo de Olomouc Jindřich Zdík tomó de la idea de fundar un monasterio de canónigos regulares en Praga, contando con el apoyo de los obispos de Praga y el duque de Bohemia Soběslav I y después de su muerte, Ladislao II. Después de un primer intento fallido de fundar una variante checa de los canónigas de la Orden en el lugar llamado Strahov en 1140, se cursó una invitación a los premonstratenses cuyos primeros representantes llegaron desde Steinfeld en el valle del Rin (Alemania). De esta manera nació un monasterio que ha quedado en los anales de la historia políticos, culturales y religiosos de la República Checa.
Los religiosos comenzaron a construir su primer monasterio de madera, así como una basílica románica que sería el centro de todos los eventos espirituales en Strahov. El edificio se fue completando poco a poco y la construcción de los edificios de piedra del monasterio continuó con el fin de sustituir los habitáculos provisionales de madera. En 1258, el monasterio resultó fuertemente dañado por el fuego y posteriormente se renovó.

### Durante las Guerras Husitas
El monasterio siguió funcionando hasta el período del movimiento de los Husitas  cuando fue atacada y saqueada por los ciudadanos de Praga en el año 1420. Se quemaron libros, artículos de culto y el mobiliario de la iglesia y del convento. Aunque el edificio no sufrió grandes daños desde el punto de vista arquitectónico, el monasterio tardó un largo tiempo en recuperarse de este desastre.
El período de las guerras husitas, los años del reinado de Jorge de Podiebrad y hasta finales del siglo XVI fueron un periodo de estancamiento más que de florecimiento en el monasterio. Durante ese tiempo, se intentó renovar una vez más el monasterio original y sus actividades, pero no tuvo éxito.
No fue hasta la llegada del abad Jan Lohelius que este se produjo. Este clérigo, originalmente de la Abadía de Teplá, se convirtió en el abad de Strahov, en 1586 y todas sus habilidades se dedicaron a la renovación de Strahov. Trató de incrementar la vida espiritual del monasterio y, como visitador circarie, también de la orden premonstratense conjuntamente en Bohemia, también dedicó atención al aspecto material de las cosas. Reconstruyó la iglesia, renovó los edificios de la abadía, creó talleres, construyó un nuevo dormitorio y refectorio y rediseñó los jardines del monasterio. Recuperó muchas fincas del monasterio y así constituyó la base material del monasterio, tan necesaria para su mantenimiento y desarrollo. La prueba de su enorme esfuerzo e incansable actividad también radica en el hecho de que ya en 1594 podía vivir una comunidad religiosa de doce miembros en el monasterio.

### Durante la Guerra de los Treinta Años

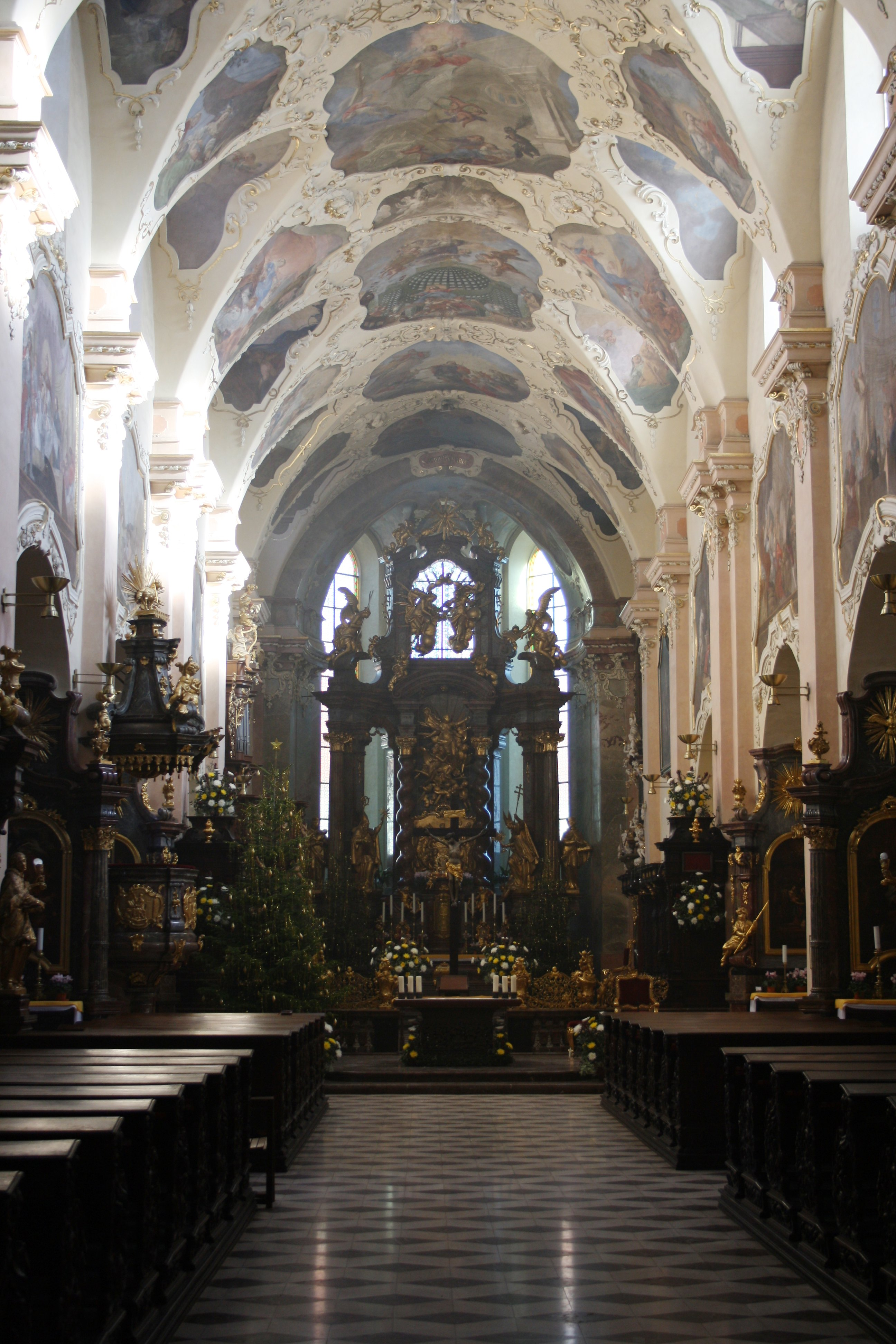
La basílica de la Asunción de Nuestra Señora es el claustro principal de la iglesia.

En 1612 Jan Lohelius se convirtió en el arzobispo de Praga, su trabajo en Strahov fue continuado por el nuevo abad, Kašpar Questenberg. Continuó con el costoso trabajo iniciado por Lohelius, completó el claustro menor y la prelatura e incluso construyó un nuevo edificio siguiendo la planta del hospital de santa Isabel así como edificios adjuntos y una fábrica de cerveza. Además, fundó el seminario norbertino en la Ciudad Nueva, que estaba destinado a los estudios teológicos de los miembros de la orden. Todo esto fue logrado durante la Guerra de Treinta Años, cuando Kašpar Questenberg fue forzado a huir de Praga. Los gastos ocasionados por sus actividades de construcción ascendieron a alrededor de 100.000 tolars, que en ese momento era una suma muy respetable para cualquier obra de construcción. En este sentido Kašpar Questenberg podría tranquilamente competir con constructores como su contemporáneo Alberto de Wallenstein.
Uno de los mayores eventos en la historia de la orden premonstratense fue el traslado de los restos de San Norberto, fundador de la orden, desde Magdeburgo se llevó a cabo bajo el mandato de Questenberg. Esto se produjo en el año 1627, y desde entonces los restos del santo fundador descansan en la iglesia de la abadía. Durante el mandato de Questenberg también se terminó la Iglesia de San Roque. Originalmente era una iglesia votiva, cuya construcción fue iniciada por el Emperador Rodolfo II, en 1602, en agradecimiento por el final de la peste de 1599. Después de numerosos cambios de fortuna, la iglesia fue terminada, incluyendo su interior, en 1630.
Cuando Kašpar Questenberg murió en 1640, su sucesor fue Kryšpin Fuk, que continuó su trabajo. Además, fue destacada su participación en hacer parte del río Vltava navegable en el sector llamado Los rápidos de San Juan (Svatojánské proudy). Durante este período, la abadía fue saqueada por las tropas suecas hacia el final de la Guerra de los Treinta Años. La iglesia y la biblioteca también fueron saqueadas. Después de la salida de los Suecos, Kryšpin Fuk reparó de nuevo la abadía dañada, y su trabajo fue continuado por los abades Ameluxen, Sutor y Franck. Este último reconstruyó la prelatura y edificó un nuevo hospital de santa Isabel, porque el original construido por Kašpar Questenberg fue demolido durante la construcción de fortificaciones barrocas en Praga.

### El Salón Teológico

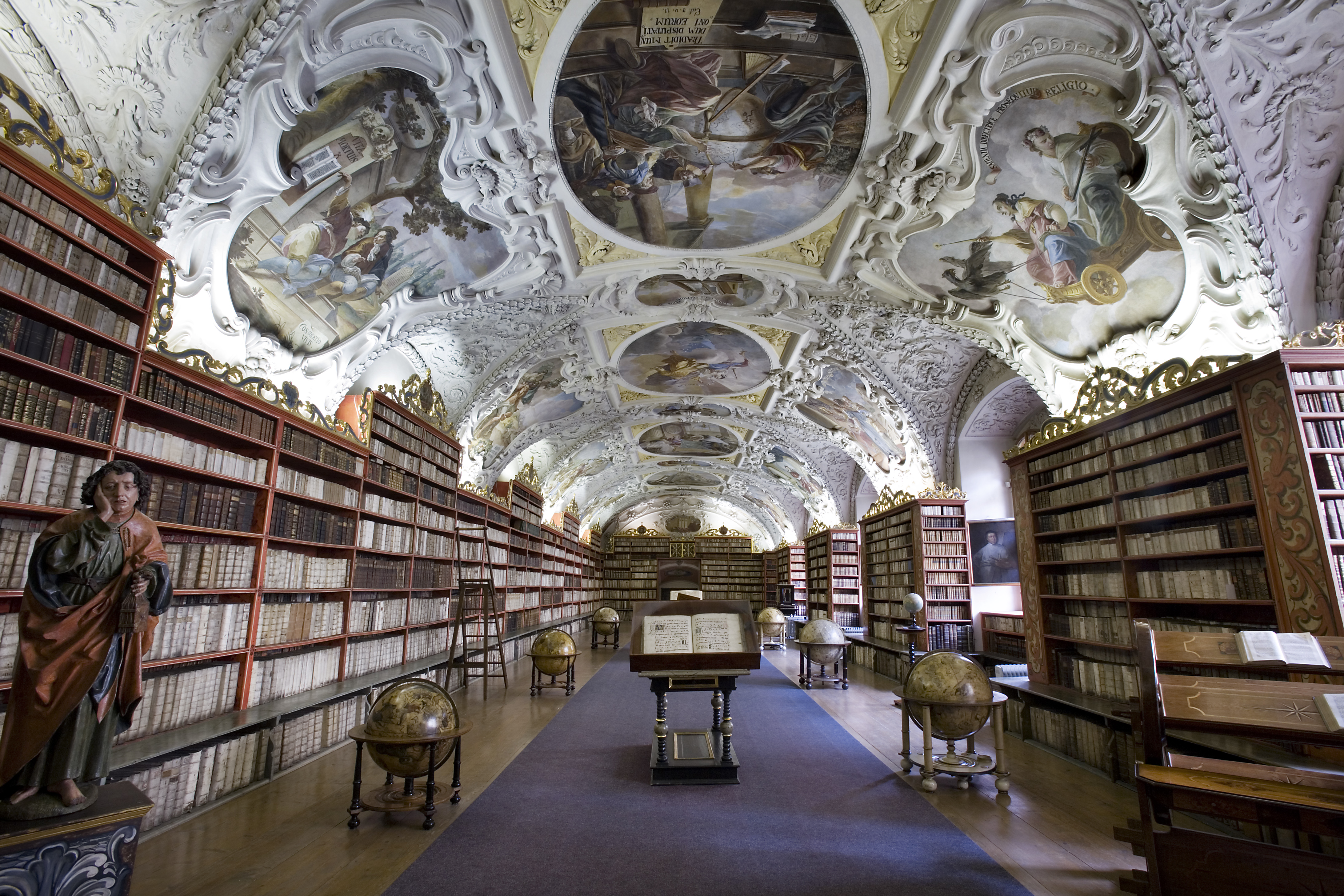
El Salón Teológico con decoración de estuco y pinturas de la década de 1720.

En 1670 Jeroným Hirnheim, un filósofo y teólogo se convirtió en el abad de Strahov. Su mayor obra, la cual ha sobrevivido hasta nuestros días, fue la construcción de la nueva biblioteca, en el llamado Salón Teológico (Teologický sál) finalizó en 1679. Durante el siglo XVII y principios del siglo XVIII otros abades continuaron con la reconstrucción del monasterio. También se preocuparon por la iglesia, que fue reparada y decorada varias veces a lo largo del período mencionado. El monasterio experimentó una nueva expansión en la construcción sobre todo después de que el asalto de las tropas francesas y bávaras en 1742, cuando Praga fue bombardeada y seriamente dañada. Entonces el abad organizó obras de construcción de nuevo en el curso de la cual la iglesia fue reconstruida junto con la zona del monasterio.
Después de 1950, la biblioteca se incorporó en el Memorial de la Literatura Nacional. Después de 1989, la biblioteca junto con el monasterio regresó a los premonstratenses. Es posible acceder en la actualidad a la sala de lectura de la biblioteca. La Biblioteca de Strahov contiene más de 200 000 volúmenes, incluyendo más de 3000 manuscritos y 1500 incunables almacenados en un depósito especial.

### El Salón Filosófico

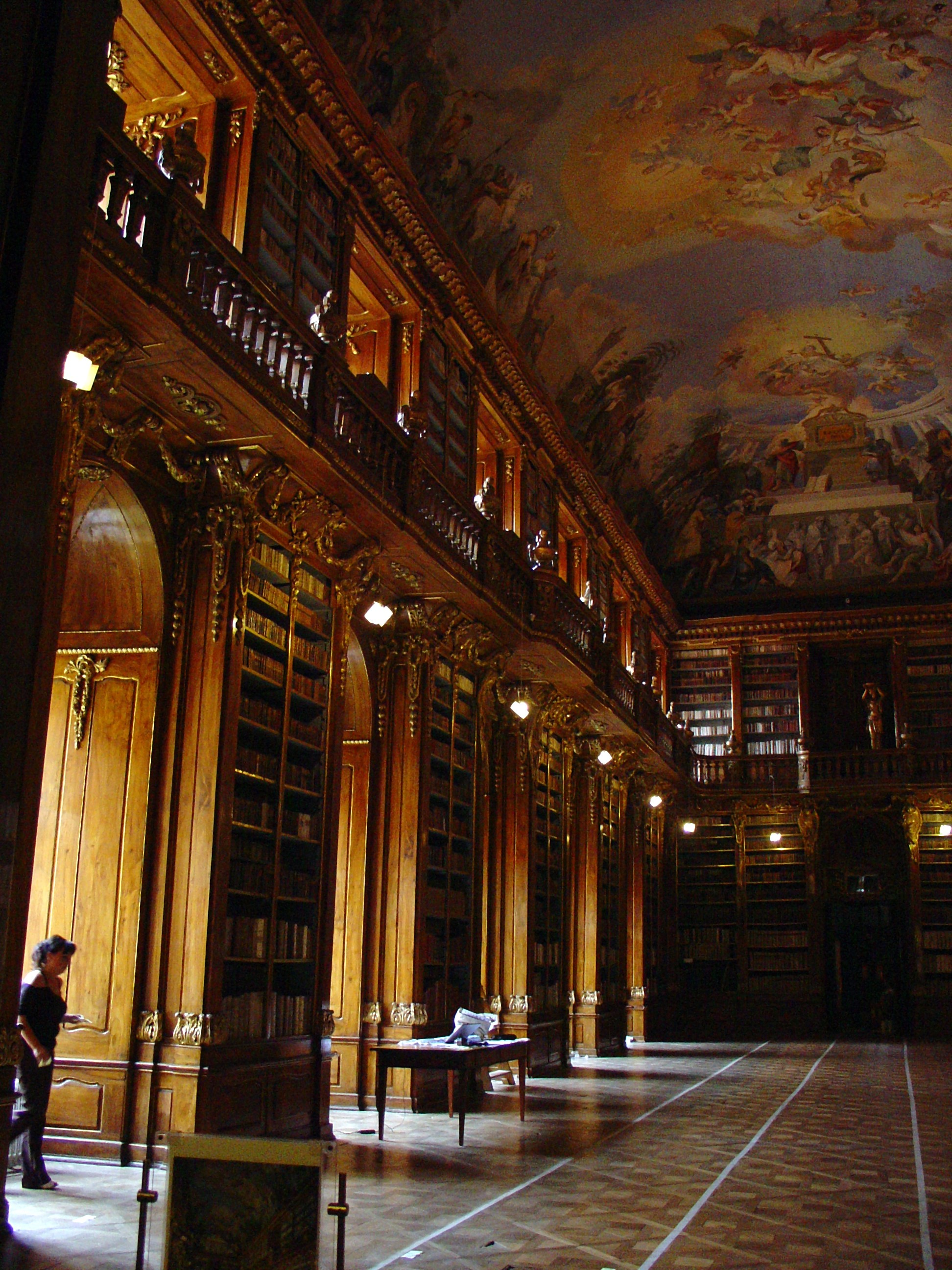
El Salón Filosófico, construido para albergar los libros que vienen desde el Convento de Louka (abolida en 1784) al sur de Moravia.

En 1779, Václav Mayer fue nombrado abad y fue el último en llevar a cabo grandes actividades de construcción. Su trabajo más destacado fue el edificio para la nueva biblioteca, ahora en estilo clásico. Hoy en día se denomina Salón Filosófico (Filosofický sál). Este trabajo trajo la extensa actividad constructiva del Monasterio de Strahov a su fin y las siguientes generaciones de abades dedicaron su atención sólo a reparaciones menores, todo bajo la influencia de las modas contemporáneas, y al mantenimiento de la zona como un todo.
El monasterio sobrevivió de esta manera hasta 1950, cuando fue tomado por el régimen comunista, los religiosos fueron recluidos y destinados a empleos civiles, muy pocos de ellos pudieron trabajar en la oficina de la administración como sacerdotes de la diócesis. El monasterio fue sometido a una exhaustiva investigación arqueológica y se transformó en el Monumento de la Literatura Nacional. En el curso de dicha investigación arqueológica se reveló el estilo románico original olvidado tiempo atrás y se reconstruyó de manera sensible.

### Después de la Revolución de Terciopelo
Después de la caída del régimen comunista en 1989, el monasterio fue devuelto a la orden premonstratense, que empezó con la costosa reconstrucción del edificio. En 1994, la iglesia ya había sida restaurada, se realizó una instalación de suministros nueva, se construyó una nueva galería de arte, y se renovó la biblioteca de Strahov. También se llevaron a cabo otras restauraciones arquitectónicas.

## Personas enterradas
- Ladislao II de Bohemia
- Johann Lohel

## Galería

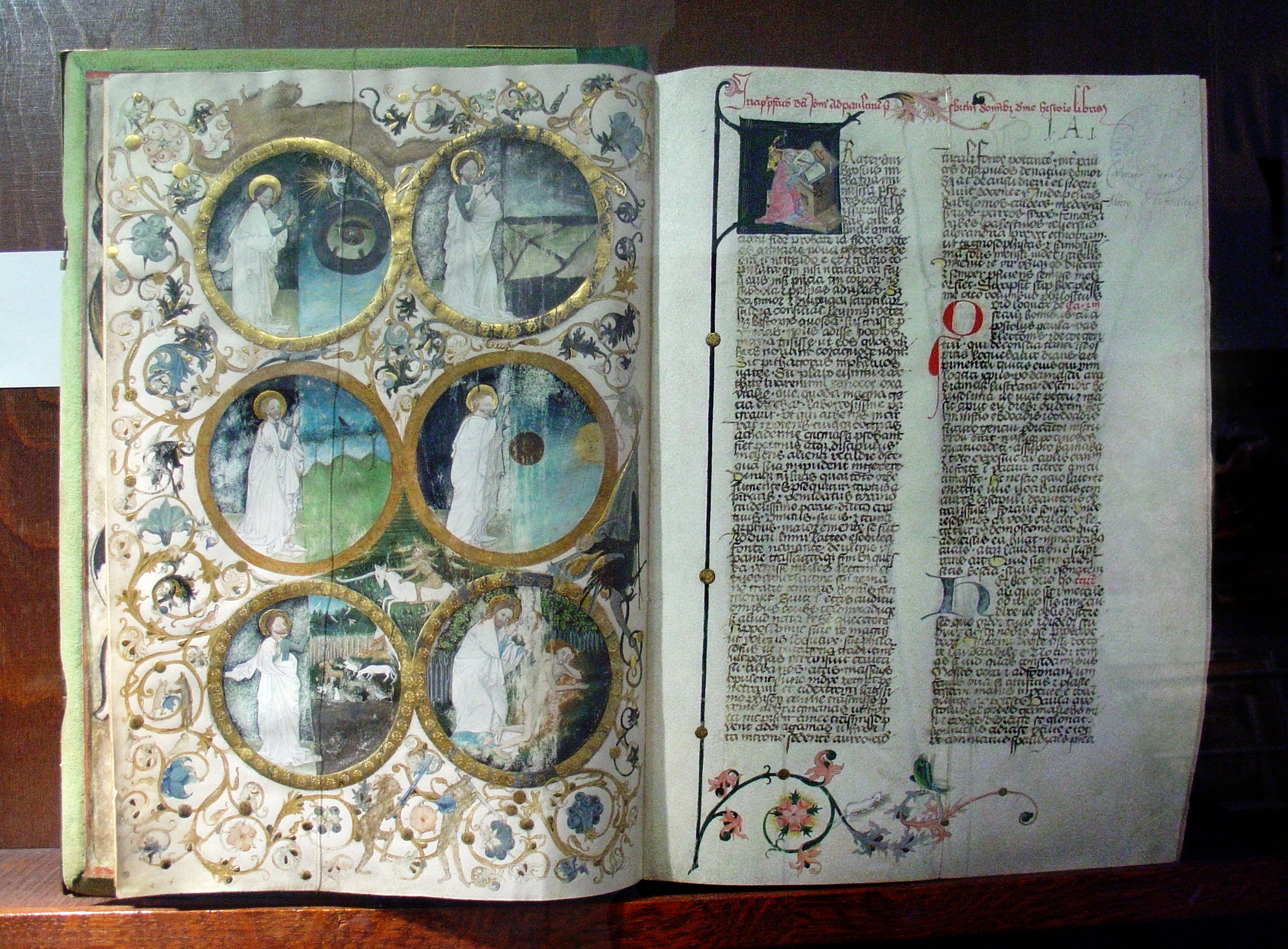
Biblia de 1440 de Jan de Šelmberk, en exposición en la biblioteca del Monasterio de Strahov.
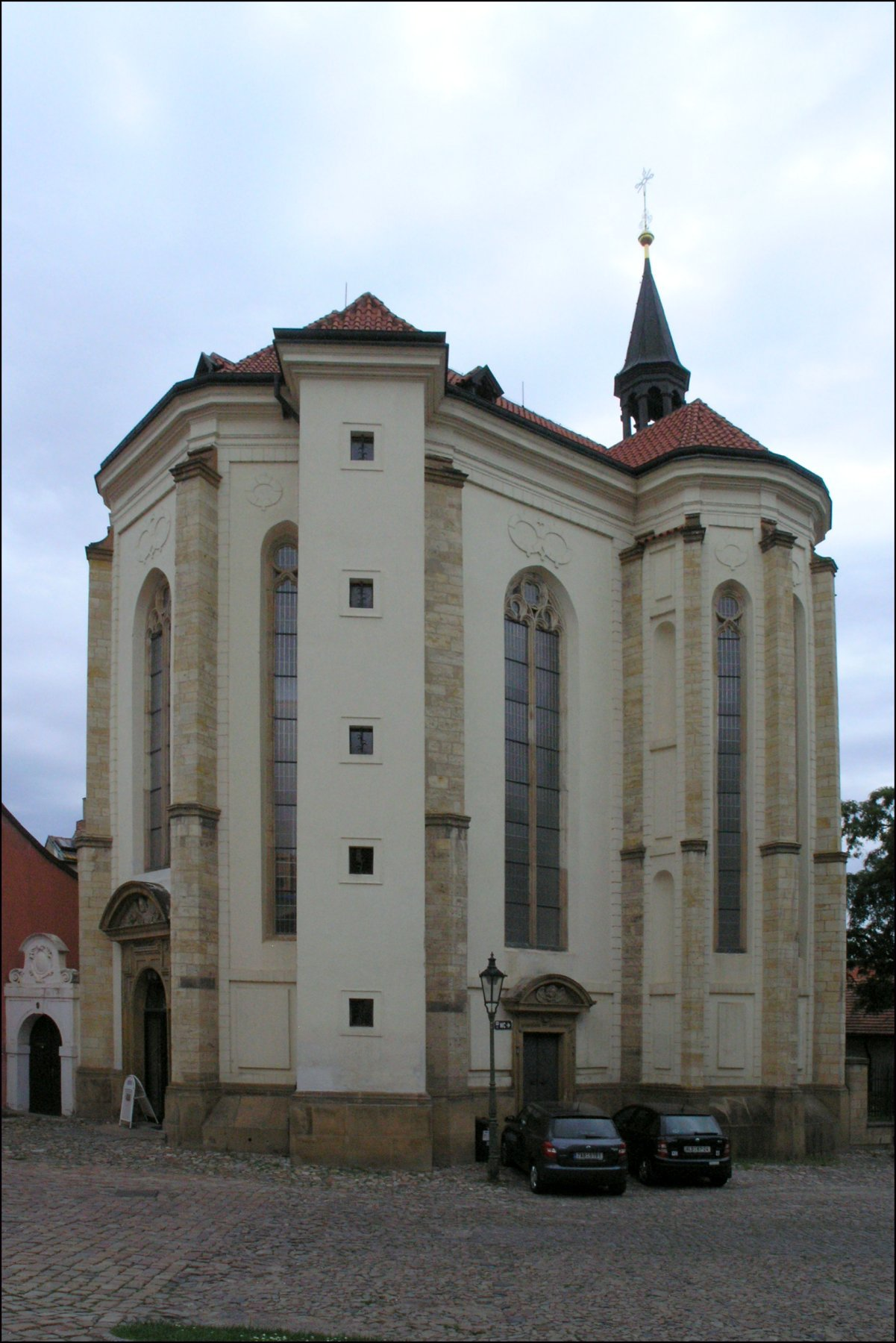
Iglesia de San Roque.
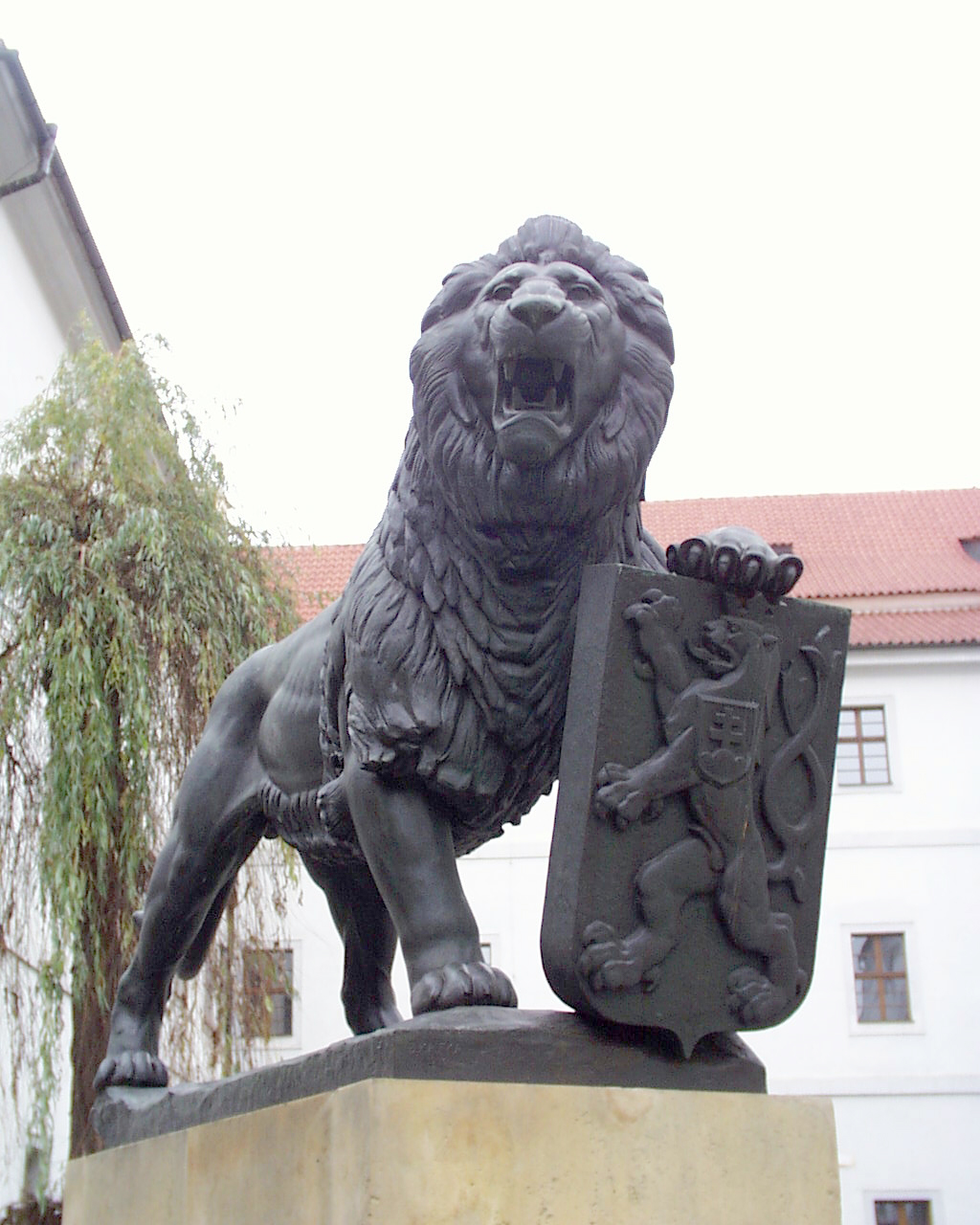
León sosteniendo el escudo de armas de Checoslovaquia.
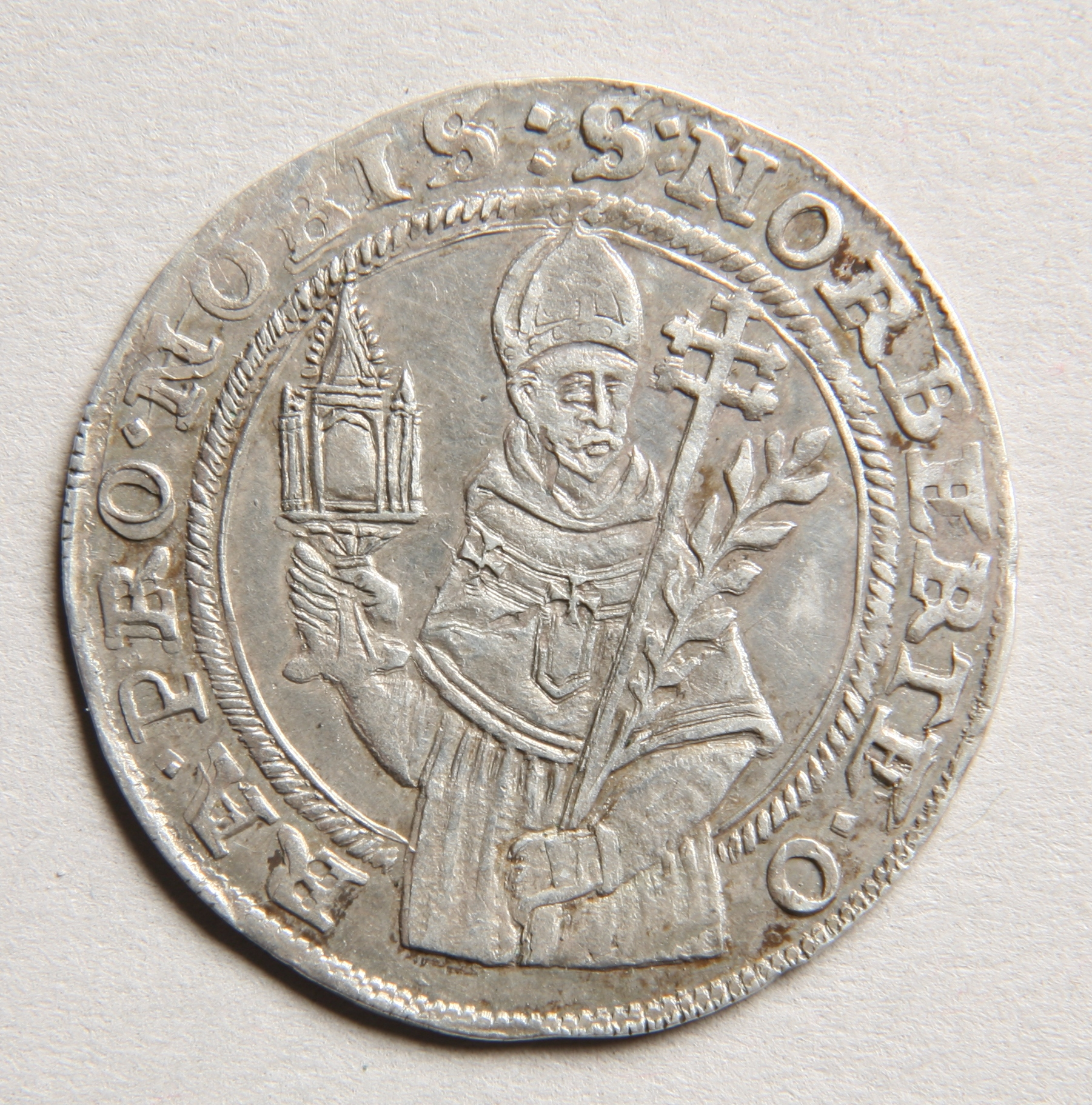
Medalla conmemorativa del traslado del cuerpo de San Norberto a Praga en el año 1627.
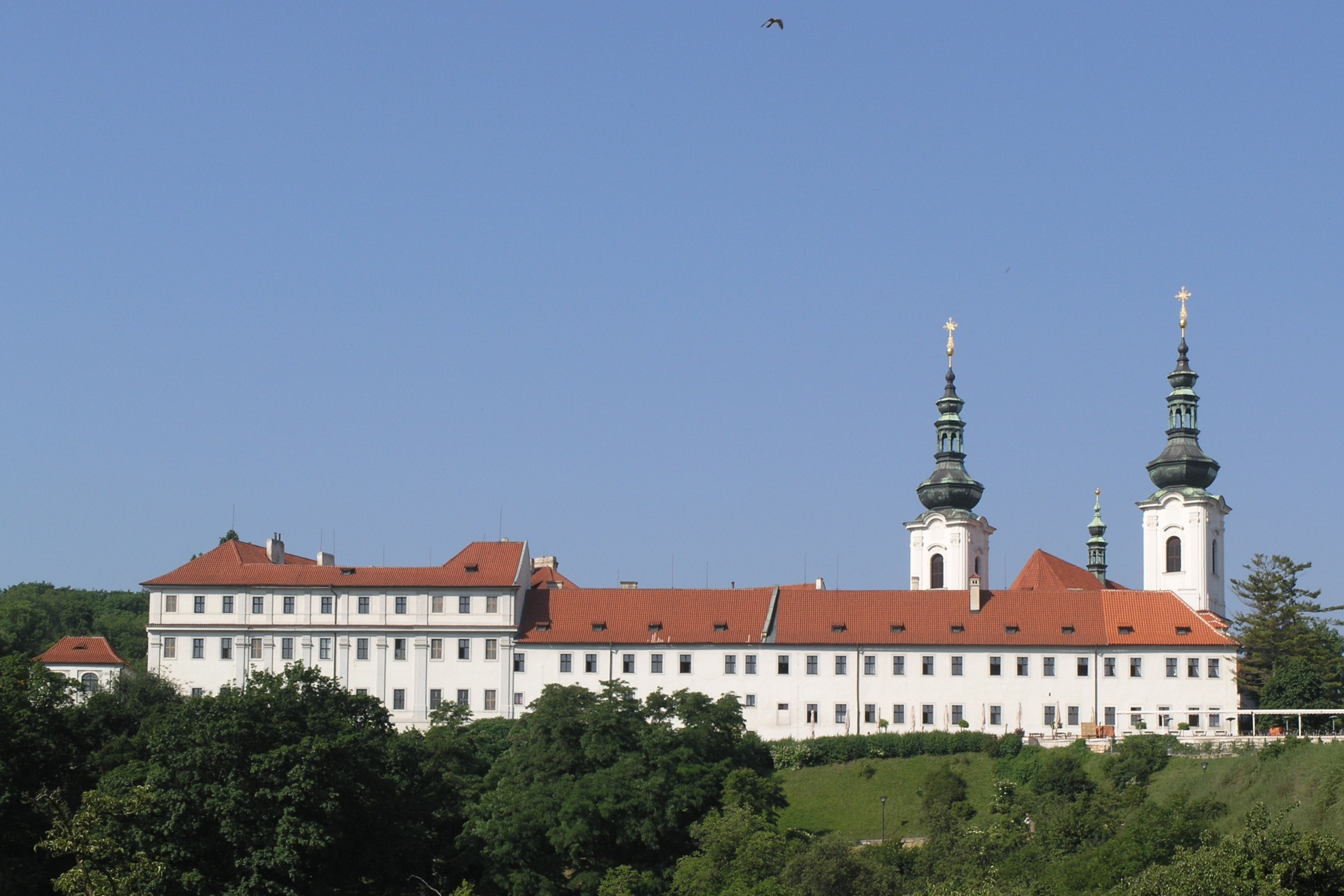
Vista del monasterio de Strahov desde la calle Úvoz.